# Mohammed bin Abdulrahman bin Jassim Al Thani
Mohammed bin Abdulrahman bin Jassim Al Thani (Doha, 1º novembre 1980) è un politico qatariota, membro della famiglia reale al-Thani e ministro degli Esteri del Qatar dal 27 gennaio 2016.

## Biografia
Si è laureato in economia ed amministrazione aziendale presso l'Università del Qatar nel 2003, e lo stesso anno ha iniziato a lavorare presso il Consiglio Supremo per gli Affari Familiari in qualità di ricercatore economico. In seguito, dal 2005 fino al 2009, è stato promosso a direttore degli affari economici. Nel marzo 2009 è stato nominato responsabile del progetto sul sostegno e lo sviluppo delle piccole e medie imprese statali presso il ministero degli affari e del commercio del Qatar. Assistente del ministro degli Esteri nell'ambito della cooperazione internazionale dal gennaio 2014, il 27 gennaio 2016 ha assunto personalmente il dicastero degli Esteri.